# Franz Six

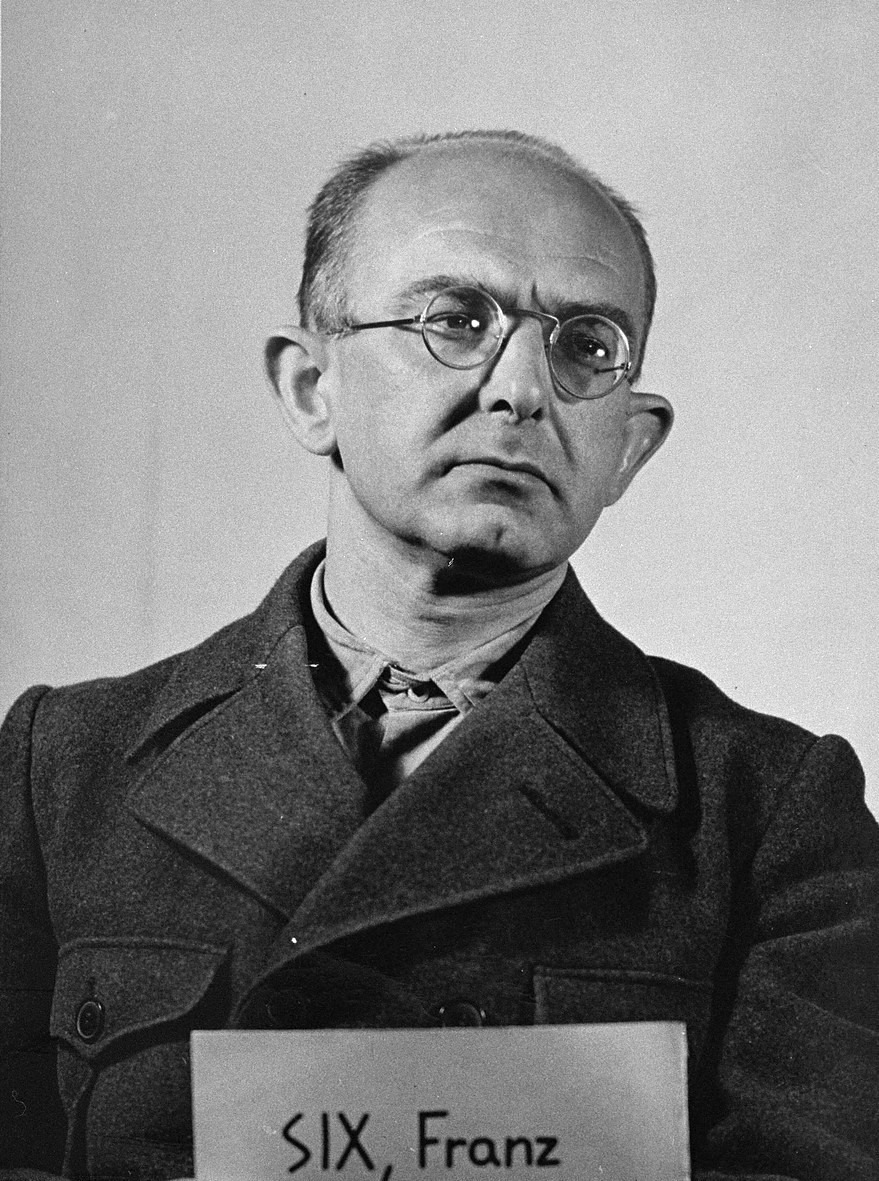
Franz Six 1948
vor Gericht in Nürnberg

Franz Alfred Six (* 12. August 1909 in Mannheim; † 9. Juli 1975 in Bozen) war ein deutscher NS-Funktionär, Zeitungswissenschaftler und SS-Führer (zuletzt Brigadeführer).
Er leitete ab 1935 die Presseabteilung im Sicherheitsdienst des Reichsführers SS, ab 1937 auch das Amt für „Weltanschauliche Forschung und Auswertung“, wo er für „Gegnerforschung“ zuständig war. Als Professor an der Universität Königsberg leitete er das Institut für Zeitungswissenschaft, von 1940 bis 1943 war er Dekan der Auslandswissenschaftlichen Fakultät der Berliner Universität. Während des Überfalls auf die Sowjetunion kommandierte er 1941 eine Einheit der Einsatzgruppe B der Sicherheitspolizei und des SD. Danach leitete er von 1943 bis 1945 die Kulturpolitische Abteilung im Auswärtigen Amt.
Nach dem Krieg wurde er 1957 Werbechef der Porsche-Diesel Motorenbau GmbH.

## Leben
Six war Sohn eines Mannheimer Dekorateurs, Polsterers und Möbelhändlers. 1930 wurde er als Student wegen nationalsozialistischer Betätigung aus dem Jugendbund Deutsche Freischar ausgeschlossen. Er studierte an der Universität Heidelberg Jura und Zeitungswissenschaft, war Aktivist im Heidelberger Nationalsozialistischen Deutschen Studentenbund und machte eine Blitzkarriere.

### Wissenschaftliche Karriere
Er promovierte 1934 bei Arnold Bergstraesser mit einer Arbeit zum Thema Die politische Propaganda der NSDAP im Kampf um die Macht. Die Dissertation war erstaunlich schnell fertig, obwohl Six wegen seiner vielfältigen politischen Aktivitäten eigentlich nur wenig Zeit investieren konnte. Trotz ihres geringen wissenschaftlichen Gehaltes wurde die Arbeit gut bewertet. Six wurde nach der Promotion Assistent am Institut für Zeitungswissenschaften in Berlin und habilitierte sich 1936 mit einer Arbeit, die das Thema Die Presse der nationalen Minderheiten im Deutschen Reich hatte. Ab 1935 baute er ein Institut für Zeitungswissenschaften an der Albertus-Universität Königsberg auf, wo er 1936 zum Dozenten und 1938 zum außerordentlichen Professor ernannt wurde. Dort widmete er sich insbesondere der Erforschung der Presse der östlichen Nachbarländer. 1939 wurde er ordentlicher Professor und im Jahr darauf Dekan an der Berliner Auslandswissenschaftlichen Fakultät, die im Zuge der Integration der  Deutschen Hochschule für Politik in die damalige Friedrich-Wilhelms-Universität Berlin geschaffen wurde. Zugleich war er Leiter des auch personell eng mit dieser Fakultät verbundenen Deutschen Auslandswissenschaftlichen Instituts (DAWI). Dabei befasste er sich wissenschaftlich mit den Gegnern des NS-Regimes.

### Presseleiter im SD-Hauptamt (1935–1939) und Amtschef im RSHA (1939–1942)
Neben seiner wissenschaftlichen Laufbahn machte Franz Six innerhalb der NS-Hierarchie rasch Karriere. So war er bereits 1930 in die NSDAP (Mitgliedsnummer 245.670) eingetreten und 1932 Mitglied in der SA geworden. 1933 wurde er für den Sicherheitsdienst der NSDAP aktiv (SS-Nummer 107.480). Auf der Suche nach Personal für die einzelnen Aufgabenbereiche warb er in Kiel Herbert Hagen an. Im Jahr 1935 kam Six als Chef des Presseamtes zum SD-Hauptamt nach Berlin und prägte seither die wissenschaftliche und konzeptionelle Ausrichtung des Sicherheitsdienstes der NSDAP. Er sorgte dabei für eine systematische, nachrichtendienstlich orientierte Informationsbeschaffung und Schrifttumauswertung sowie kontinuierliche Lageberichterstattung. In den ihm unterstellten Sachgebieten des SD-Inland kam es nun zur konsequenten und strategischen Beobachtung des „Gegners“ sowie Bereitstellung des Wissens, das den Exekutivapparat von Gestapo und Kriminalpolizei in allen gesellschaftlichen Bereichen handlungsfähig machte. So wurde er ab 1937 de facto Inlands-Chef des Sicherheitsdienstes der NSDAP (SD). Vor der deutschen Okkupation Österreichs wurde ihm zur Führung das dort eingesetzte Sonderkommando der Sicherheitspolizei und des Sicherheitsdienstes übertragen. Zeitgleich mit der militärischen Besetzung des Nachbarlandes am 12. März 1938 begaben sich die im Vorfeld der noch getarnt agierenden Einsatzkräfte an ihre vorgesehenen Handlungsorte in Österreich. Ihre Aufgabe war die Suche, Verhaftung und Terrorisierung der Gegner des von Deutschland aus erzwungenen „Zusammenschlusses“. 1939 wurde er zum SS-Standartenführer befördert.
Von 1939 bis 1942 war Six Amtschef im Reichssicherheitshauptamt (RSHA), zunächst des Amtes II („Gegnererforschung“), ab 1941 des Amtes VII („Weltanschauliche Forschung“). Er war zuständig für weltanschauliche „Forschung“ und Auswertung. Mit dem Ziel eines „wissenschaftlichen Nationalsozialismus“ entwickelte er ab 1937/1938 eine NS-orientierte Geschichtswissenschaft und Germanistik. Dazu gründete er dem Sicherheitsdienst zugeordnete Institutionen, dem verschiedene NS-Wissenschaftler im Sold des SD angehörten oder zuarbeiteten. Dazu zählte auch das 1936 gegründete Wannsee-Institut. Er war einer der sieben ranghöchsten Führer im gesamten SD-Hauptamt und trotzte durch seine inhaltliche Konsequenz viele Jahre den inneren Machenschaften. Vor allem förderte Six die Monopolstellung des SD in der Juden- und Rassenpolitik des NS-Staates. Er war auch an der Entwicklung der Logistik für die Judenverfolgung mitbeteiligt.
Six war zusammen mit Gestapo-Chef Heinrich Müller auch mit der Durchführung der „staatspolizeilichen Vorbereitungen“ des Überfalls auf Polen beauftragt und war als Mitglied des „Stabs Heydrich“ umfassend in die Pläne Hitlers, Himmlers und Heydrichs zur Liquidierung der gesamten polnischen Führungsschicht eingeweiht. Six war zudem 1940 als SD-Befehlshaber in Großbritannien vorgesehen, im Falle einer deutschen Invasion („Unternehmen Seelöwe“). Am 22. Juni 1941 übertrug ihm Heydrich die Leitung des Vorkommandos Moskau (VK Moskau / SK 7c) in der von Arthur Nebe geführten Einsatzgruppe B. Deren Aufgabe war es, „Partisanen, Saboteure, kommunistische Funktionäre im rückwärtigen Heeresgebiet“ zu erfassen. Doch war das von Six geleitete Vorkommando Moskau neben der Beschlagnahme von Material des NKWD und dessen Versendung nach Berlin im Juli und August 1941 auch an Erschießungsaktionen im Raum Smolensk beteiligt. Nach Lutz Hachmeister belegt die Ereignismeldung Nr. 73 vom 4. September 1941, dass Mitglieder des „Gruppenstabs“ der Einsatzgruppe B „und [des] Vorkommando[s] Moskau in der Zeit vom 22. Juni bis 20. August 144 Personen erschossen hätten, außerdem habe das V[or]K[ommando]M[oskau] allein 48 Personen liquidiert, darunter 38 intellektuelle Juden, die versucht hätten, im neu errichteten Ghetto von Smolensk Unzufriedenheit und Unruhe hervorzurufen“.

### Leiter der „Kulturpolitischen Abteilung“ im Auswärtigen Amt (1942/43–1945)
Auf Empfehlung des Unterstaatssekretärs im Auswärtigen Amt, Martin Luther, und unter ausdrücklicher Befürwortung von Reichsführer SS Heinrich Himmler wie auch Außenminister Joachim von Ribbentrop wechselte Six im September 1942 zum Auswärtigen Amt, um dort zunächst eine nicht offizielle „Schlüsselfunktion bei der Diplomatenschulung“ im Sinne der SS zu übernehmen, eine Maßnahme, die Historiker wie Hans-Jürgen Döscher und auch Six-Biograph Lutz Hachmeister als wichtigen Schritt zur Vernetzung von Auswärtigem Amt, SS und RSHA ansehen. 1943 wurde er Gesandter erster Klasse im Auswärtigen Amt und Leiter der „Kulturpolitischen Abteilung“, einer Propaganda-Abteilung, unter Joachim Ribbentrop im Range eines Ministerialdirigenten. Insbesondere bei der Verschleierung und Rechtfertigung der Judenverfolgungsmaßnahmen arbeitete er eng mit der Presseabteilung des Auswärtigen Amtes unter Leitung von „Paul Karl Schmidt“ alias Paul Carell sowie Ribbentrops Propagandabeauftragtem Karl Megerle zusammen.
Als Leiter der „Kulturpolitischen Abteilung“ des Auswärtigen Amtes ließ er unter anderem im April 1943 als scheinbar neutrale Schriften getarnte Materialien für „eine breit angelegte antibolschewistische Propaganda-Aktion“ im Ausland verbreiten, die der Botschafter in Spanien Hans-Heinrich Dieckhoff euphorisch als „einen unserer größten propagandistischen Erfolge“ beschrieb, die 50.000 Exemplare seien blitzschnell vergriffen gewesen, er brauche dringend neue. Six, der „offenkundig als Verbindungsmann zum RSHA“ gefragt war, entwickelte Pläne, um den 22. Juni 1943 zur Erinnerung an den deutschen Überfall auf die Sowjetunion am 22. Juni 1941 als „Jahrestag des europäischen Freiheitskampfes gegen die Überflutung Europas durch den Bolschewismus“ zu propagieren.
Im April 1944 referierte Six in Krummhübel auf einer Tagung der so genannten „Judenreferenten und Arisierungsberater“ an den deutschen Botschaften, die sich über den Stand der antijüdischen Propaganda und Judenvernichtung austauschten. Dabei führte er aus, das Judentum in Europa habe „seine biologische und gleichzeitig seine politische Rolle ausgespielt“. Da gegenwärtig das Judentum die drei Großmächte Sowjetunion (durch den Jüdischen Bolschewismus), England (durch Eindringen in die Führungsschicht) und USA (durch Schlüsselstellungen in der Großfinanz) beherrsche, müsse die „Judenfrage“ international „zu einer Lösung gebracht werden“.
Wie eng bis zuletzt Six’ frühere hauptamtliche Tätigkeit als Amtschef im RSHA (1939–1942) mit seiner neuen Tätigkeit als Propagandist im AA (1942–1945) verwoben war, zeigt das Procedere seiner Beförderung zum SS-Brigadeführer im Januar 1945. Die Beförderung zum SS-General ging problemlos vonstatten, nachdem der Chef des SS-Personalamtes Maximilian von Herff Six zunächst irrtümlich für den immer noch amtierenden Chef des Amts VII des RSHA gehalten hatte und der Heydrich-Nachfolger Ernst Kaltenbrunner als Chef des RSHA nach Aufklärung des Irrtums Six’ Ernennung „im Hinblick auf seine politischen Verdienste und seine jetzige Stellung im Auswärtigen Amt“ zustimmte.

### Internierung und Verurteilung im Einsatzgruppenprozess
Gegen Ende des Zweiten Weltkrieges ging Six, gemeinsam mit seinem Assistenten, dem späteren Spiegel-Ressortleiter Horst Mahnke, von Salzburg aus in den Untergrund. Der US-Forscher Christopher Simpson geht in seinem Buch Blowback („Der amerikanische Bumerang“) davon aus, dass Six schon 1946 in den Dienst der Organisation Gehlen treten konnte, die ihre Kenntnisse über die Sowjetunion an das US-Militär zu übermitteln hatte und sich so ein Überleben in der Nachkriegsordnung zu sichern wusste. Dieses ist zeitlich eher unwahrscheinlich, da Six schon im Januar 1946, nach akribischer Spurensuche eines State-Department-Teams, von den Amerikanern verhaftet werden konnte. Er hatte sich auf einem Bauernhof in Hessen als landwirtschaftlicher Gehilfe unter dem Namen „Georg Becker“ versteckt. Six wurde von einem ehemaligen SS-Kollegen, der für das amerikanische Counter Intelligence Corps (CIC) arbeitete, entdeckt und verraten, so dass er sich 1948 im Nürnberger Einsatzgruppen-Prozess für seine Verbrechen verantworten musste. Six beteuerte, er sei zwar überzeugter Nationalsozialist und SS-Führer gewesen, habe aber mit Erschießungen von Juden und Partisanen nichts zu tun gehabt. Er wurde zu 20 Jahren Haft verurteilt, aber am 3. Oktober 1952 vom US-Hochkommissar für Deutschland, John Jay McCloy, begnadigt und aus der Haft entlassen. Nach den Recherchen von Lutz Hachmeister in seiner Biographie über Six ist es nicht belegt, dass Six jemals hauptamtlicher Mitarbeiter beim Bundesnachrichtendienst (BND) war. Allerdings hatte Six „gute Kontakte zu Gehlen- und BND-Kreisen“ und einige von Six’ Mitarbeitern aus dem SD und dem RSHA waren Informanten und Mitarbeiter von dessen Vorläufer, der Organisation Gehlen.

### Beruflicher Neuanfang und letzte Jahre
Nach seiner Entlassung aus dem Kriegsverbrechergefängnis Landsberg 1952 hielt sich Six eine Zeitlang in Essen und Hamburg auf. 1953 wurde er durch Vermittlung von Werner Best und seines einstigen Untergebenen Ernst Achenbach (FDP) Mitinhaber und Geschäftsführer des C. W. Leske Verlages in Darmstadt. Six wurde ebenfalls FDP-Mitglied. Eine der ersten Publikationen des Verlages unter Six war Rudolf Augsteins Buch Deutschland – ein Rheinbund?, eine Sammlung von Kommentaren, die Augstein in seinem Nachrichtenmagazin Der Spiegel gegen die Adenauer-Administration gerichtet hatte. Die Kooperation zwischen dem Spiegel und dem Leske-Verlag in der Ära Six wurde mit einigen weiteren Büchern fortgesetzt, so etwa Wilhelm Bittorfs Automation. Die zweite industrielle Revolution (1956) oder 1954 – Der Frieden hat eine Chance, publiziert von den Ex-SD-Kadern und Spiegel-Ressortchefs Georg Wolff und Horst Mahnke, seinem Assistenten bis Kriegsende. Bereits 1949 hatte der Spiegel in einer aufsehenerregenden und detaillierten Reportage (Merkt Euch den Namen Hirschfeld!) seinen Lesern den ehemaligen SS-Untersturmführer Walter Hirschfeld vorgestellt, der seinerzeit als „Lockspitzel“ Six an den CIC verraten habe.
1957 wurde Six Werbechef bei der Porsche Diesel Motorenbau GmbH in Friedrichshafen, nachdem ihm der damalige Porsche-Geschäftsführer, sein „Duzfreund Albert Prinzing“, schon 1956 einen „gut dotierten Beratervertrag“ bei diesem Unternehmen „angetragen“ hatte. Auch ansonsten machten sich seine Kontakte aus seiner SD-Zeit, z. B. zu Reinhard Höhn, bezahlt. So fungierte Six auch als Dozent an der „Akademie für Führungskräfte der Wirtschaft Bad Harzburg“, einer der größten europäischen Managerschulen, die auch von Gewerkschaftern, SPD-Funktionären und Offizieren der Bundeswehr besucht wurde, und propagierte hier das Führerprinzip. Nachdem Six einige Jahre unter Beibehaltung seines Professorentitels in der Bundesrepublik unbehelligt hatte arbeiten können, wurde 1958 in britischen Publikationen zur „Operation Seelöwe“ öffentlich, dass Six  im Falle einer Besetzung Großbritanniens als SD-Befehlshaber vorgesehen war. Zudem geriet sein Name nun in die Öffentlichkeit, weil ihm der Publizist und Filmregisseur Thomas Harlan auf die Spur gekommen war und ihn der Kriegsverbrechen in Polen bezichtigte.
1961 war Six Zeuge im Eichmann-Prozess, allerdings nicht in Jerusalem. Seine Befragung fand in Deutschland statt, da er befürchtete, in Israel festgenommen zu werden. Vom Amtsgericht Tettnang über seine Zusammenarbeit mit Eichmann befragt, sagte er aus, dass „Eichmann mir in der Abteilung fremde Weltanschauung von Mitte 1937 bis Kriegsausbruch 1939 unterstellt war […] im Jahre 1938 nach Wien versetzt wurde, und dass er mir von dieser Versetzung an nicht mehr unterstand“. Von 1963 bis 1968 ermittelte die Berliner Staatsanwaltschaft gegen Six und andere leitende Angehörige des RSHA wegen der Einsatzgruppenmorde, der Beteiligung an der „Endlösung“ und Verbrechen an Kriegsgefangenen. Six wurde insbesondere seine Teilnahme bei den RSHA-Amtschefbesprechungen 1939/40 zur Last gelegt. Anwaltlich von Erich Schmidt-Leichner vertreten, berief sich Six auf „Erinnerungslücken und seinen schlechten gesundheitlichen Allgemeinzustand“. Er verweigerte schließlich generell die Aussage. Am 12. September 1968 wurde das Verfahren eingestellt.
Nach der Einstellung der Traktorenproduktion von Porsche-Diesel 1963 arbeitete Six in Essen als selbständiger Unternehmensberater. Am Ende seines Lebens zog er sich nach Kaltern/Südtirol zurück, wo der einstige NS-Architekt Hermann Giesler für ihn ein Haus gebaut hatte. In Gieslers apologetischem Erinnerungsbuch Ein anderer Hitler, das 1977 in dem vorwiegend revisionistische und rechtsextremistische Literatur publizierenden Druffel-Verlag erschien, beschrieb Six in einem kurz vor seinem Tod verfassten Vorwort die gemeinsamen Jahre im Landsberger Kriegsverbrecher-Gefängnis als „Jahre der Standhaftigkeit, der Bestätigung einst gewonnener Erkenntnisse und der Richtigkeit der revolutionären Zielsetzungen“.
In neueren Forschungen der Geschichtswissenschaft zur Funktionselite des NS-Staates und zum Reichssicherheitshauptamt gilt Six wie Werner Best, Reinhard Höhn, Walter Schellenberg oder Otto Ohlendorf als einflussreicher Kader der „genuin nationalsozialistischen Elite“, die erheblichen Einfluss auf die konkrete Politik des Nationalsozialismus nehmen konnte. In seiner höchst aktiven Rolle als NS-Täter und auch wegen seiner gelungenen Camouflage im Netzwerk der alten Nationalsozialisten nach 1945 wird Six in den Romanen Die Wohlgesinnten (Les Bienveillantes) von Jonathan Littell (2006) und Das Janus-Projekt (2006) von Philip Kerr als eine Figur der Belletristik genutzt.

## Veröffentlichungen (Auswahl)

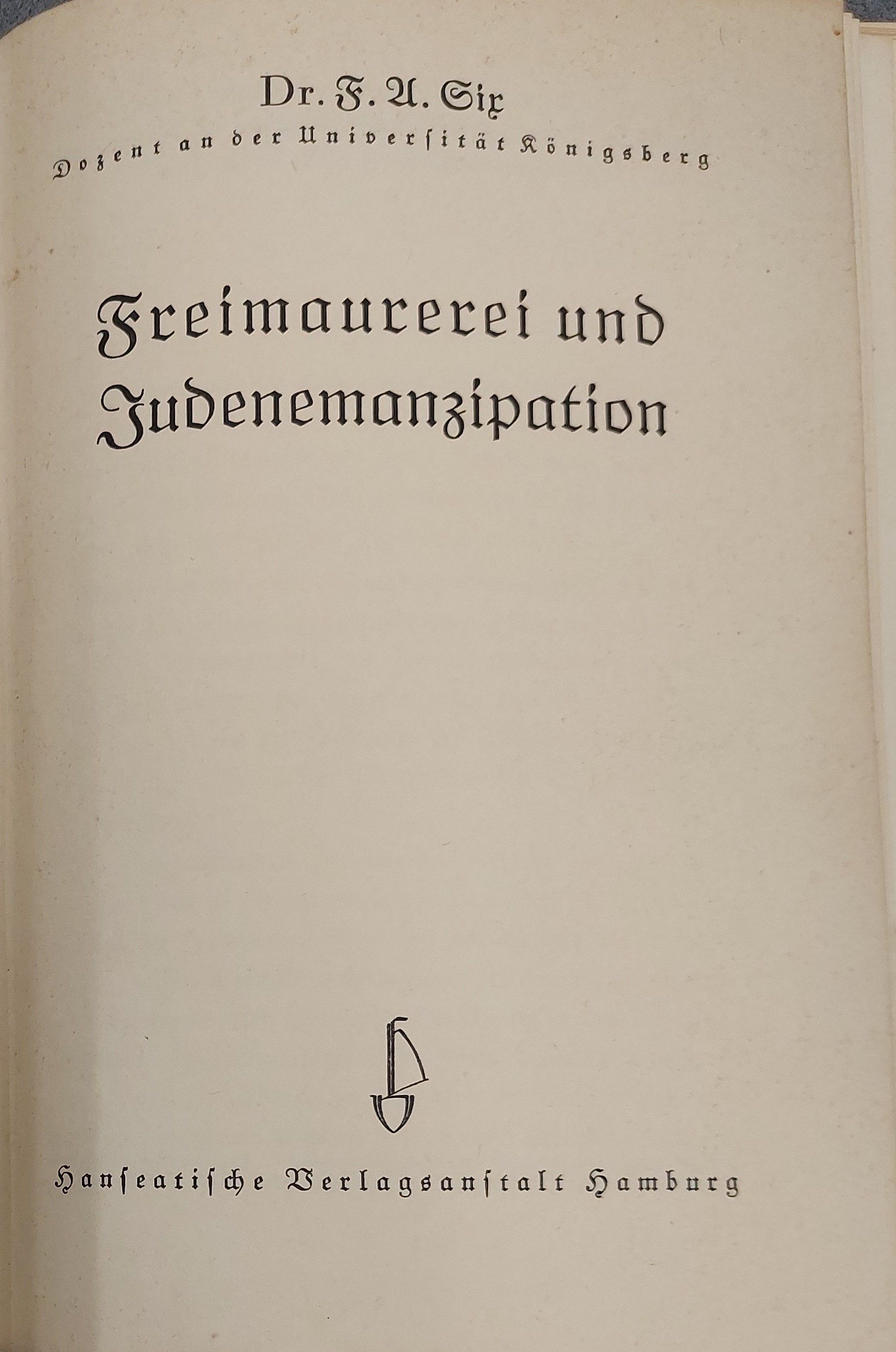
Vortrag am 4. Februar 1938 bei der Ausstellung Der ewige Jude

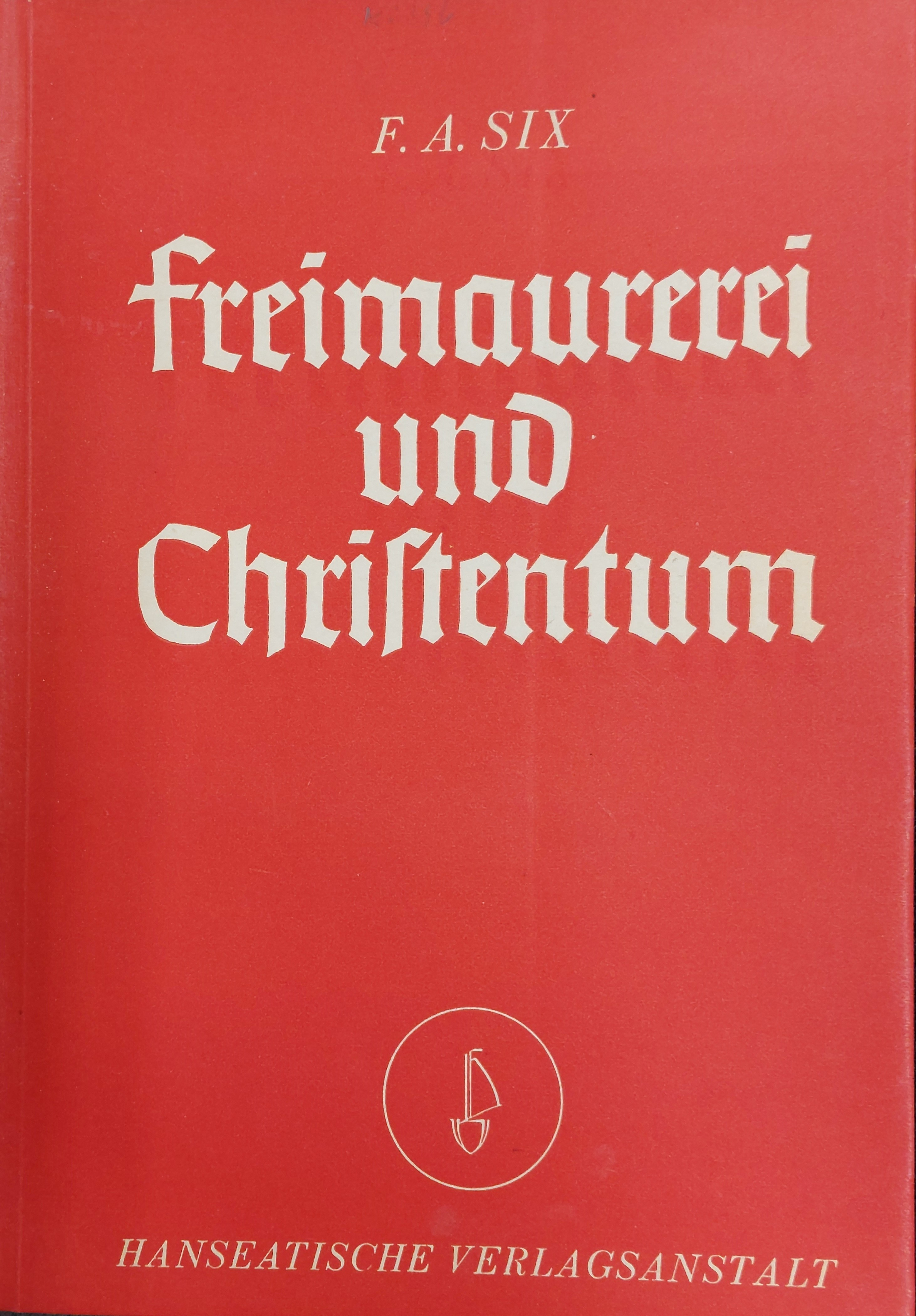
Freimaurerei und Christentum (1940)

- Die politische Propaganda des Nationalsozialismus. Phil. Diss. Heidelberg 1934, auszugsweise gedruckt als Die Politische Propaganda der NSDAP im Kampf um die Macht (1936).
- Die Presse der nationalen Minderheiten im Deutschen Reich. Habil.-Schrift Heidelberg 1936.
- Pressefreiheit und internationale Zusammenarbeit. Hanseatische Verlagsanstalt, Hamburg 1938
- Freimaurerei und Christentum. Hanseatische Verlagsanstalt, Hamburg 1940.[30]
- Die Bürgerkriege Europas und der Einigungskrieg der Gegenwart. Vortr. vor d. europ. Ausländerkursus „Fragen d. neuen Ordnung“ (Nov. 1942)
- Das Reich und Europa. Eine politische Skizze (1943).
- Jahrbuch der Weltpolitik 1944. Junker & Dünnhaupt, Berlin 1944. Mit vielen Verf., u. a. Hans Joachim von Merkatz, Franz Ronneberger, Gerhard von Mende, Fritz Valjavec. 1248 S.
- Europa. Tradition und Zukunft (1944).
- Marketing in der Investitionsgüterindustrie. Durchleuchtung, Planung, Erschließung (1968).
- Ein neues Marketing in einer neuen Welt (1974).

Eine Vielzahl von Six’ Publikationen wurde nach Kriegsende in der Sowjetischen Besatzungszone und in der Deutschen Demokratischen Republik auf die Liste der auszusondernden Literatur gesetzt, da ihr Autor ein verurteilter Kriegsverbrecher war.